# 王心富
王心富（1970年2月—），男，汉族，河南商城人。中华人民共和国政治人物。1994年11月加入中国共产党，1998年6月参加工作。郑州大学政治系本科和硕士，中国人民大学马克思主义学院科学社会主义专业法学博士。

## 生平
曾任中共中央宣传部理论局副局长、局长。2021年3月任山东省人民政府副省长。2022年4月任中共广西壮族自治区党委常委、统战部部长。2025年5月，改任中共广西壮族自治区党委组织部部长。